# Francisco Díaz Valladares
Francisco Díaz Valladares (Villamanrique de la Condesa, Sevilla) es un escritor español.

## Biografía
Francisco Díaz Valladares nació en Villamanrique de la Condesa, Sevilla y actualmente reside en La Línea de la Concepción]. Ha dedicado gran parte de su vida a viajar por el mundo, circunstancia que le ha permitido estar en contacto con distintas culturas y convertir sus experiencias en fuente de inspiración para algunas de sus obras.

## Ámbito literario
Apasionado lector desde niño, empieza a dedicarse profesionalmente a la literatura con el novedoso proyecto Pasiones virtuales, novela escrita a través de internet con la autora Rosa Mª González, a quien no conocía.
En 2003 publica su primera novela en solitario, La barca del pan, posteriormente adaptada para jóvenes bajo el título A orillas del mal. En ella se muestra comprometido con el tema del narcotráfico en la zona del Estrecho de Gibraltar, reflejando la  realidad vivida por muchos pescadores que caen en la tentación del dinero fácil ofrecido por el contrabando de droga.
A partir de entonces, decide orientar su labor creativa hacia la literatura juvenil publicando una amplia colección de obras de temática variada. Entre sus creaciones se encuentran novela de aventuras ambientadas en exóticos parajes como El secreto de Pulau Karang o La venganza de los museilines y novelas de acción e intriga cuya trama se complica para mantener el suspense hasta el final como en Terror bajo los hielos, El vuelo del Blue Shadow o El libro maldito de los templarios.
Sin embargo, en otras ocasiones se acerca a la realidad para recrear en sus novelas situaciones que condicionan la vida del ser humano; es el caso del planteamiento de las nuevas tecnologías complicado con el tráfico de armas en El último hacker, el de la superación personal y el valor de la amistad en La colina o la manifestación de su lado más comprometido al tratar el problema de la inmigración en Antares o La hija del tuareg.

## Adaptaciones de obras clásicas
Ha mostrado su interés en acercar la literatura clásica a los jóvenes realizando adaptaciones de los Episodios Nacionales de Benito Pérez Galdós en Andanzas de los héroes del dos de mayo y de las Leyendas de Gustavo Adolfo Bécquer en Andanzas de maese Pérez el organista y otras leyendas.

## Estilo
En sus obras predomina el estilo directo marcado por diálogos dinámicos que infunden un ritmo ágil a la narración, sugerentes descripciones y la intención de mantener al lector en suspenso hasta el final.

## Literatura juvenil
Centra su atención en el campo de la literatura juvenil porque le permite estar en contacto con los seres  quienes leen sus obras a través de las numerosas reuniones que cada año realiza en centros escolares de toda España.  Los  encuentros con los lectores  le  enriquecen porque, además de compartir con ellos sus  experiencias, escucha sus críticas y puntos de vista, lo que le resulta tan gratificante como la propia escritura.

## Colaboraciones
Colabora con el proyecto de fomento a la lectura “El placer de leer” de la Diputación de Sevilla y en Circuito Andaluz de las Letras Infantil y Juvenil de la Junta  de  Andalucía. Ha sido director del Aula de Letras Gabriel Baldrich y colaborador en programas de debates en radio y televisión.

## Obra
NARRATIVA
- Pasiones virtuales. Padilla Editores, 2000.
- La barca del pan. Castellarte, 2003.
- El círuculo Imperfecto Almuzara 2023

NARRATIVA JUVENIL
- La venganza de los museilines. Bruño, 2007.
- El último hacker. Bruño, 2008.
- El libro maldito de los templarios. SM, 2008.
- El secreto de Pulau Karang. Edebé, 2008.
- A orillas del mal. Bruño, 2010.
- La hija del tuareg. Edebé, 2011.
- Antares. Edelvives, 2012.
- La colina. Edelvives, 2013.
- Terror bajo los hielos. Bruño, 2014.
- El vuelo del Blue Shadow. Edebé, 2014.
- Tras la sombra del brujo. Edebé, 2017.
- El regreso del brujo. Edebé 2021
- El color de la oscuridad. Bruño 2022

NARRATIVA INFANTIL
- Truhán. Edebé, 2017.
- Quique y los caballeros de negro. ANAYA-Bruño. 2018.
- ¡¡Guille!!. Algar 2021.
- El misterio de las botas doradas. Algar 2023.

CUENTOS (Cohautoría con Isabel Carril Martínez)
- ¿Cómo engañar a la cigüeña Ñiki? ALMUZARA 2025

ADAPTACIONES DE OBRAS CLÁSICAS
- Andanzas de los héroes del dos de mayo. Bruño, 2008.
- Andanzas de maese Pérez el organista y otras leyendas. Bruño, 2009.

AUDIOLIBROS Y EBOOKS
- El fantasma de la bodega.
- El misterio de las botas doradas.
- La guerra del wolframio.
- La Estrellita de mar.

## Premios y reconocimientos
- Finalista en el premio Edebé de Literatura Juvenil por su obra El secreto de Pulau Karang (2008).
- Finalista en el premio Edebé de Literatura Juvenil por su obra La hija del tuareg (2010).
- Premio Alandar 2012[1] por su obra Antares. Edelvives.
- Finalista en el premio Edebé de Literatura Juvenil por su obra El vuelo del Blue Shadow (2012).
- Premio CCEI 2014 por su obra La colina. Edelvives.
- Finalista en el premio Edebé de Literatura Infantil por su obra Truhanes (2015).
- Número uno en la lista de honor de la CCEI por su novela A orillas del mal. Bruño.
- Finalista del premio Jaén de novela por su obra El último hacker. Bruño.
- XXV Premio Edebé de Literatura Infantil y Juvenil 2017, en el apartado de Literatura Juvenil, por su obra 'Tras la sombra del brujo'.
- Premio Frei Martín Sarmiento 2018 en lengua gallega a la novela 'Tras a sombra do bruxo'.
- Su obra El regreso del Brujo, considerada una de las mejores novelas de Literatura Juvenil del 2021
- Premio Lazarillo 2023 por su obra «La hija del esquimal».